# Copidosoma ortyx
Copidosoma ortyx är en stekelart som beskrevs av Emilio Guerrieri och John S. Noyes 2005. Copidosoma ortyx ingår i släktet Copidosoma och familjen sköldlussteklar.
Artens utbredningsområde är Portugal. Inga underarter finns listade i Catalogue of Life.